# Bautasteine von Frei

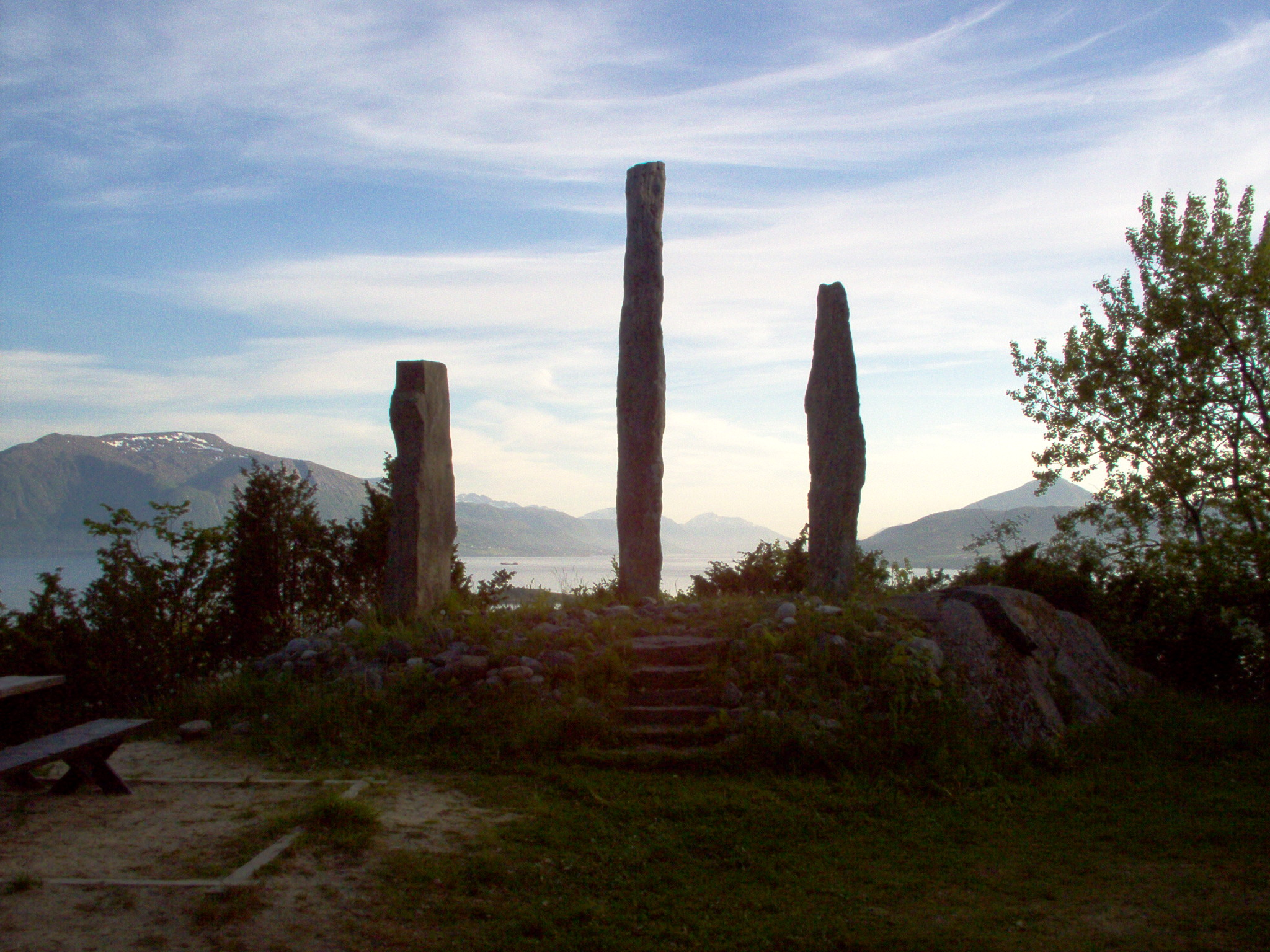
Die Bautasteine von Frei

Die Bautasteine von Frei (auch Freidarberg oder Freisneset genannt) stehen in Rastarkalv, einem Gebiet oberhalb der Kirche von Frei, auf der Insel Frei, einem Ortsteil von Kristiansund, im Fylke Møre og Romsdal in Norwegen. 955 fand hier eine der Schlachten zwischen Håkon dem Guten und dem dänischen König Harald Blauzahn statt, der Harald Graufell, den Sohn von Erik I. (norwegisch Erik Blodøks – deutsch „Erik Blutaxt“), unterstützte.
Am Ort der Schlacht von Rastarkalv wurde 1955 eine Gedenkstätte eingerichtet und drei großen Bautasteine aus der Eisenzeit aufgestellt. Die Schlacht wurde von Snorri Sturluson in den Sagen der nordischen Könige beschrieben. Während der Schlacht wurde der lokale Häuptling Egil Ullserk (Wollhemd), aufgrund seiner brillanten Taktik zum Helden. Egil Ullserk starb im Kampf und in den Sagas steht, dass große Steine sein Grab markieren.
Es wird angenommen, dass der höchste der drei Steine vom ursprünglichen Grab von Egil Ullserk stammt. Der lange schlanke Stein ist etwa 5,0 Meter hoch und 20 bis 30 cm dick. Die beiden kleineren Steine wurden von Bolga und Endreset hierher verlegt, als der Ort im Rahmen des 1000-jährigen Jubiläums der Schlacht hergerichtet wurde. Ein Stein ist 3,0 Meter hoch und 40–50 cm breit und etwa 20 cm dick und der dritte Stein ist 2,5 Meter hoch, etwa 50 cm breit und 30 cm dick.

## Kontext
Insgesamt sind in Norwegen 1176 Menhire registriert. Sie werden in der Regel in die späte Eisenzeit, die Wikingerzeit und ins Frühmittelalter datiert. Jeweils über 100 Steine weisen die fünf Provinzen Rogaland (258), Østfold (140), Møre og Romsdal (134) Vest-Agder (107) und Trøndelag (102) auf.